# ジェム・オズデミル
ジェム・オズデミル（ドイツ語、トルコ語: Cem Özdemir、1965年12月21日 - ）は、ドイツの政治家。同盟90/緑の党に所属し、ショルツ内閣の食料・農業大臣を務めた。2024年からは教育・研究大臣も兼任していた。
トルコ系移民出身者で初のドイツ連邦議会議員、閣僚。2008年から2018年まで同盟90/緑の党共同党首であった。

## 来歴
バーデン＝ヴュルテンベルク州バート・ウーラッハに、トルコ人移民の2世として生まれる。18歳になった1983年にドイツ国籍を取得した。中等教育修了資格を得た後、教育者としての職業訓練を受ける。高等教育入学資格を得た後、ロイトリンゲンの社会学高等専門学校で社会教育学を学び、社会教育学士号を取得。1987年以降、教師やフリーのジャーナリストとして活動。オズデミルは政教分離主義のムスリムであり、アルゼンチン生まれのジャーナリストと結婚し二児をもうけた。少年時代からの菜食主義者である。
1981年、緑の党に入党。ルートヴィヒスブルクを拠点に政治活動に従事し、1989年から1994年までバーデン＝ヴュルテンベルク州党代表部に属する。

### ドイツ連邦議会議員
1994年にドイツ連邦議会選挙に初当選し、トルコ人移民出身者としては初めてドイツ連邦議会議員となった。1998年からは党議員団の内政スポークスマンに就任した。しかし2002年7月、広告代理店からの献金や公用でのマイレージポイントを私的に使用していることが報じられ、ドイツ連邦議会議員を辞職し、目前に迫っていた選挙にも出馬しないことを表明した。党からは候補として選出されていたため、制度上出馬を撤回出来ず選挙では再選されたが、当選を辞退した。

### 欧州議会議員
2004年、欧州議会選挙に出馬して当選、欧州緑グループ・欧州自由連盟に属した。議会では外交委員会に属し、CIAによる捕虜の違法拘束調査の臨時委員会、北キプロス調停グループ、EU＝トルコ友好議連、反人種差別グループ、大西洋友好議連に属した。2007年にはシンクタンク「ヨーロッパ外交問題カウンシル」の共同設立者になった。同年、シュトゥットガルトでのゲイ・パレードのパトロンに就任。

### 同盟90/緑の党党首

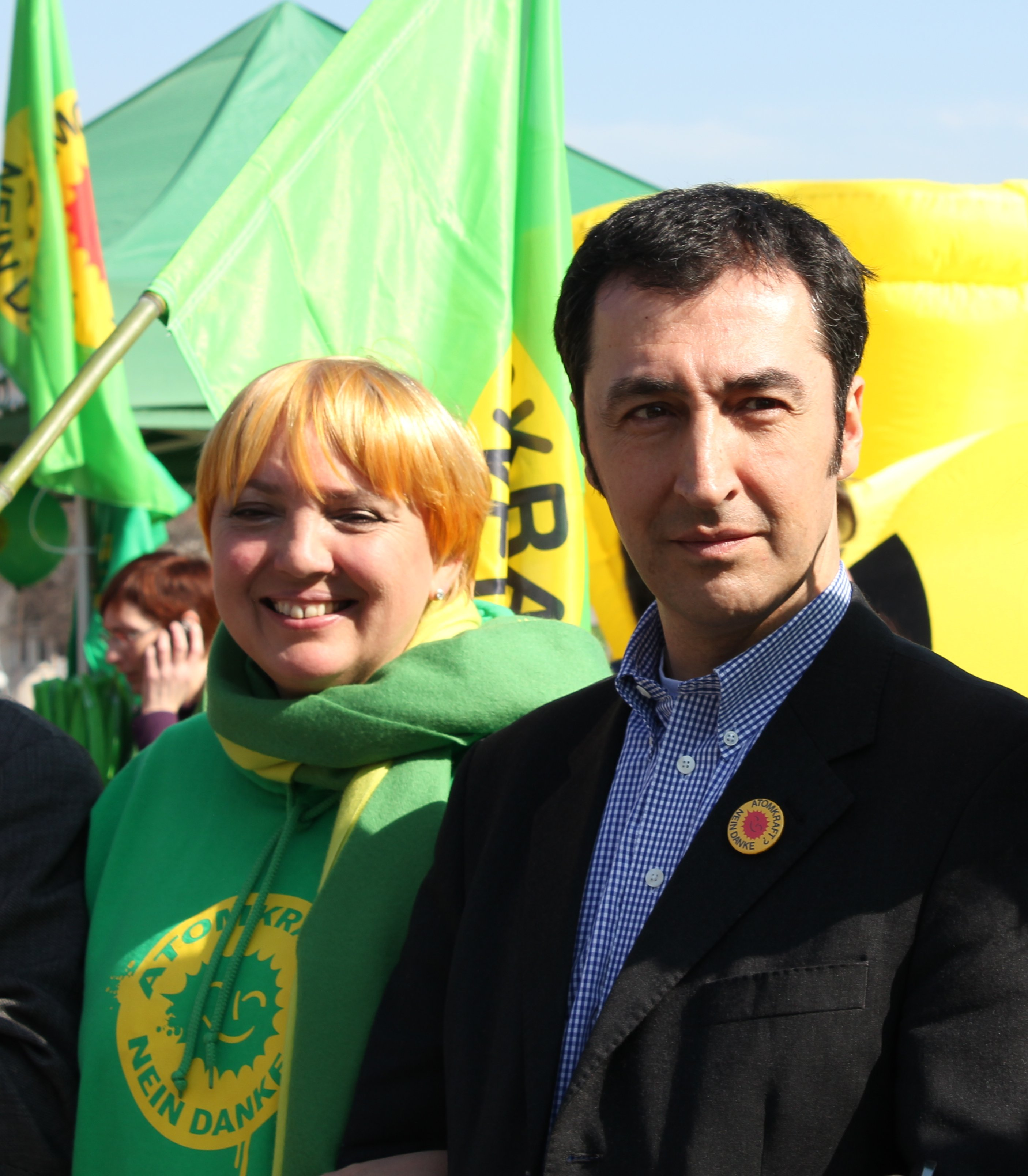
共同党首のクラウディア・ロート（左）とともに（2012年）

2008年6月、オズデミルは緑の党党首選に出馬を表明した。対立候補が個人的理由から立候補を辞退したこともあり、11月の党大会で 79.2% の支持でクラウディア・ロート（再選）と共に共同党首に選出された（任期2年）。欧州議会議員を辞して臨んだ2009年ドイツ連邦議会選挙には、比例代表リスト入りを目指したものの党内投票に敗れたため、小選挙区でのみ立候補した。得票率29.9％と善戦したものの、ドイツキリスト教民主同盟の候補に敗れて落選した。
2013年ドイツ連邦議会選挙ではシュトゥットガルトI選挙区から立候補し、小選挙区では敗れたものの、比例代表で当選し、連邦議会に返り咲いた。2017年ドイツ連邦議会選挙ではカトリン・ゲーリング＝エッカルトと共に同盟90/緑の党の首相候補として出馬、比例代表での再選を果たした。
2021年に発足したショルツ内閣で食料・農業大臣として入閣。ドイツで初のトルコ系移民出身者閣僚となった。2024年11月7日には内部対立で自由民主党が連立政権を離脱したため同党所属のベッティーナ・シュターク＝ヴァッツィンガー教育・研究大臣も閣外に去り、オズデミルが兼任することとなった。

## 著書
- Ich bin Inländer. dtv, München 1997, ISBN 3423241098.
- Currywurst und Döner. Lübbe, Bergisch Gladbach 1999, ISBN 3785709463.
- Deutsch oder nicht sein? Lübbe, Bergisch Gladbach 2000, ISBN 3404604822.
- Die Türkei – Politik, Religion, Kultur. Beltz, Weinheim 2008, ISBN 3407753438.